# Hillsborough (Kalifornia)
Hillsborough város az USA Kalifornia államában, San Mateo megyében. Lakosainak száma 11 387 fő (2020. április 1.).

## Népesség
A település népességének változása:

| 2010 | 10 825 |
| 2020 | 11 387 |